# Избирательные округа Науру
На Науру 8 избирательных округов, объединяющих 14 административных округов Науру
- Айво (округ Айво)
- Анабар (округа Анабар, Анибар и Июв)
- Анетан (округа Анетан и Ева)
- Боэ (округ Боэ)
- Буада (округ Буада)
- Мененг (округ Мененг)
- Убенид (округа Баити, Денигомоду, Нибок и Уабо)
- Ярен (округ Ярен)

| Избирательные округа | Количество депутатов | Избранные парламентарии (24 октября 2004) | Карта-схема избирательных округов Науру |
| -------------------- | -------------------- | ----------------------------------------- | --------------------------------------- |
| Айво                 | 2                    | Рене Харрис                               | Избирательные округа Науру              |
| Айво                 | 2                    | Годфри Тома                               | Избирательные округа Науру              |
| Анабар               | 2                    | Риддел Акуа                               | Избирательные округа Науру              |
| Анабар               | 2                    | Людвиг Скотти                             | Избирательные округа Науру              |
| Анетан               | 2                    | Вессел Гадонгин (†)                       | Избирательные округа Науру              |
| Анетан               | 2                    | Маркус Стивен                             | Избирательные округа Науру              |
| Боэ                  | 2                    | Мэтью Батсуа                              | Избирательные округа Науру              |
| Боэ                  | 2                    | Барон Вака                                | Избирательные округа Науру              |
| Буада                | 2                    | Лин Адам                                  | Избирательные округа Науру              |
| Буада                | 2                    | Роланд Кун                                | Избирательные округа Науру              |
| Мененг               | 2                    | Спрент Дабвидо                            | Избирательные округа Науру              |
| Мененг               | 2                    | Добейг Джеремия                           | Избирательные округа Науру              |
| Убенид               | 4                    | Дэвид Аданг                               | Избирательные округа Науру              |
| Убенид               | 4                    | Валдон Довийого                           | Избирательные округа Науру              |
| Убенид               | 4                    | Фредерик Питчер                           | Избирательные округа Науру              |
| Убенид               | 4                    | Фабиан Рибау                              | Избирательные округа Науру              |
| Ярен                 | 2                    | Кирен Кик                                 | Избирательные округа Науру              |
| Ярен                 | 2                    | Доминик Табуна                            | Избирательные округа Науру              |